# Přenos řetězce
Přenos řetězce je polymerizační reakce, při níž se aktivní skupina narůstajícího polymeru přesouvá na jinou molekulu.
P• + XR' → PX + R'•
Přenosy řetězce snižují střední molární hmotnosti výsledných polymerů. Mohou být vyvolány záměrně (přidáním přenosového činidla) nebo se objevit jako nevyhnutelné vedlejší reakce. K přenosům řetězce dochází u většiny řetězcových polymerizací; radikálových, kationtových, aniontových, koordinačních i polymerizací s otevíráním kruhu.

## Druhy

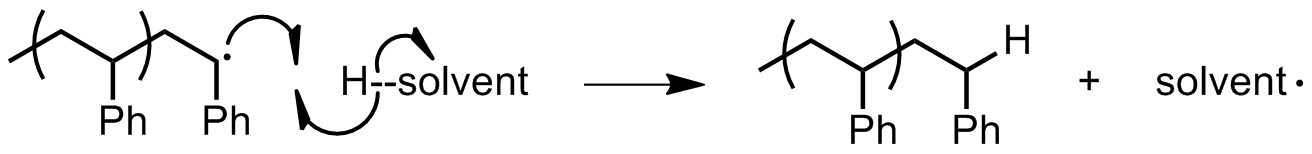
Přenos řetězce polypropylenu na rozpouštědlo

Přenosy řetězce se rozdělují do skupin podle druhu molekuly, která reaguje s narůstajícím řetězcem.
- Přenos na přenosové činidlo: přenosová činidla mají nejméně jednu slabou chemickou vazbu, na kterou se řetězec navazuje. K tomuto účelu se používají thioly, například dodecylmerkaptan (DDM), a halogenované uhlovodíky, například tetrachlormethan.

- Přenos na monomer: přenos řetězce na monomer probíhá tak, že polymerní řetězec odštěpí atom z nezreagovaného monomeru. Protože polymerizace probíhají pouze za přítomnosti monomerů, tak přenos na monomer určuje teoretickou horní mez molární hmotnosti, které lze u daného monomeru dosáhnout. Obzvláště významný je u kationtových polymerizací a polymerizací s otevíráním kruhu.

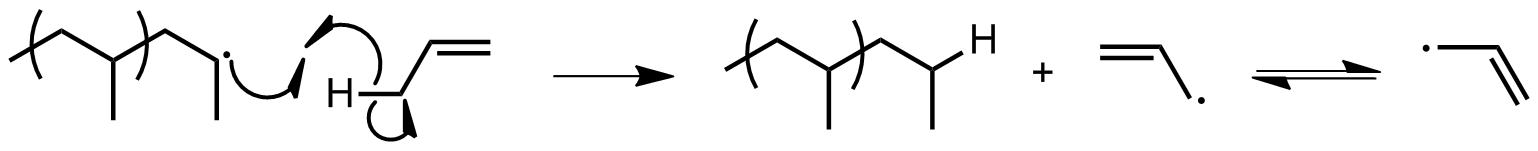
Přenos řetězce polypropylenu na monomer

- Přenos na polymer. Přenos řetězce může probíhat na již existujícím polymerním řetězci; tento děj často nastává ke konci radikálových polymerizací, v době, kdy je spotřebován téměř všechen monomer. Navazováním monomerů na nová radikálová místa na polymerním řetězci vznikají rozvětvené polymery. Vlastnosti nízkohustotního polyethylenu významně určuje míra rozvětvení řetězce.

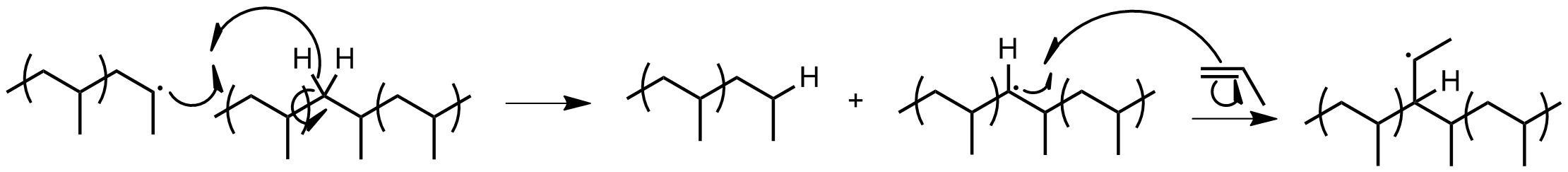
Přenos řetězce polypropylenu na další molekulu polypropylenu

- Přenos na rozpouštědlo. Při polymerizaci s rozpouštědlem může jako přenosové činidlo sloužit rozpouštědlo; takto se mohou vytvářet polymery s velmi nízkými molárními hmotnostmi (oligomery).

## Výzkum a využití
Vlastnosti reakcí s přenosem řetězce jsou popsané podrobně. Od 80. let 20. století se zkoumají radikálové živé polymerizace, jako jsou polymerizace s katalytickým přenosem řetězce, RAFT a polymerizace s přenosem jodu. Při těchto reakcích přenosy řetězce vytvářejí polymerní řetězce podobně aktivní jako původní přenosová činidla, a aktivita řetězce se tak nesnižuje.